# Pseudophilautus hallidayi
Pseudophilautus hallidayi é uma espécie de anfíbio da família Rhacophoridae.
É endémica do Sri Lanka.
Os seus habitats naturais são: florestas subtropicais ou tropicais húmidas de baixa altitude, regiões subtropicais ou tropicais húmidas de alta altitude e áreas rochosas.
Está ameaçada por perda de habitat.